# Viktor Pucinski
Viktor Pucinski (* 17. Dezember 1882 in Alt Paschkin (Pakszyn), Schwarzenau, Kreis Gnesen, Provinz Posen; † 1952 in Düsseldorf) war ein deutscher Landschafts- und Tiermaler der Düsseldorfer Schule.

## Leben
Pucinski, ursprünglich Uhrmacher, studierte in den Jahren 1911 bis 1915 an der Kunstakademie Düsseldorf. Dort waren der Landschaftsmaler Eugen Dücker und der Tiermaler Julius Paul Junghanns seine Lehrer. In den Jahren 1924 bis 1952 war Pucinski Mitglied des Künstlervereins Malkasten. Außerdem war er Mitglied des Vereins der Düsseldorfer Künstler.
Bis zu seinem Tode lebte Pucinski in Düsseldorf, dessen Stadtlandschaft und Umgebung er in zahlreichen Bildern festhielt. Die Motive seiner Tiermalerei fand er insbesondere in den Landschaften des Niederrheins und im Zoologischen Garten Düsseldorf. Pucinski war von 1939 bis 1944 auf allen Großen Deutschen Kunstausstellungen in München vertreten.

## Werke (Auswahl)
- Selbstporträt, 1909
- Winterliche Dachlandschaft mit Ansicht des Wilhelm-Marx-Hauses, 1925
- Abendliche Ansicht der Dietrich-Brauerei in Düsseldorf-Pempelfort, 1929
- Großtrappen an der Müritz, 1943, Lippisches Landesmuseum
- Reiher in einer Uferlandschaft
- Landschaft am Niederrhein mit Möwen im Flug
- Im Düsseldorfer Zoo